# Бад Шандау
Бад Шандау (њем. Bad Schandau) град је у њемачкој савезној држави Саксонија. Једно је од 41 општинског средишта округа Зексише Швајц-Остерцгебирге. Према процјени из 2010. у граду је живјело 2.927 становника. Посједује регионалну шифру (AGS) 14628030.

## Географски и демографски подаци
Бад Шандау се налази у савезној држави Саксонија у округу Зексише Швајц-Остерцгебирге. Град се налази на надморској висини од 146 метара. Површина општине износи 35,8 km². У самом граду је, према процјени из 2010. године, живјело 2.927 становника. Просјечна густина становништва износи 82 становника/km².

## Међународна сарадња
| Мјесто | Држава | Врста сарадње | Од    |
| ------ | ------ | ------------- | ----- |
|        | Чешка  | партнерство   | 2000. |
| Извор  |        |               |       |